# Henri Hanlet
Henri Hanlet, né le 11 septembre 1888 à Xhendelesse, près de Liège, et mort le 2 septembre 1964 à Olne, est un coureur cycliste belge. Professionnel de 1908 à 1925, il s'est notamment distingué en remportant le Championnat de Belgique en 1910. Il compte également deux victoires d'étape sur le Tour de Belgique cette même année, et plusieurs places d'honneur sur Liège-Bastogne-Liège au cours de sa carrière.

## Palmarès
- 1909
  - Reims-Charleroi
  - 8e de Paris-Roubaix
- 1910
  -  Champion de Belgique sur route
  - 2e et 4e étapes du Tour de Belgique
  - 3e de Paris-Menin
- 1911
  - 2e étape de l'Étoile carolorégienne
- 1919
  - 2e de Liège-Bastogne-Liège
  - 2e de Liège-Malmédy-Liège
- 1922
  - 6e de Liège-Bastogne-Liège